# Theroscopus
Theroscopus är ett släkte av steklar som beskrevs av Förster 1869. Theroscopus ingår i familjen brokparasitsteklar.

## Dottertaxa tillTheroscopus, i alfabetisk ordning[1][2]
- Theroscopus aegyptiacus
- Theroscopus akanensis
- Theroscopus alpator
- Theroscopus arcticus
- Theroscopus autumnalis
- Theroscopus bonelli
- Theroscopus boreaphilus
- Theroscopus coriaceus
- Theroscopus corsicator
- Theroscopus daisetsuzanus
- Theroscopus esenbeckii
- Theroscopus fasciatulus
- Theroscopus fukuiyamensis
- Theroscopus hemipteron
- Theroscopus hungaricus
- Theroscopus inflator
- Theroscopus lamelliger
- Theroscopus maruyamanus
- Theroscopus megacentrus
- Theroscopus melanopygus
- Theroscopus melanurator
- Theroscopus nigriceps
- Theroscopus ochrogaster
- Theroscopus pedestris
- Theroscopus pedicellatus
- Theroscopus pennulae
- Theroscopus rotundator
- Theroscopus rufulus
- Theroscopus scapiphorus
- Theroscopus shanaensis
- Theroscopus similis
- Theroscopus striatellus
- Theroscopus striatus
- Theroscopus trifasciatus
- Theroscopus trochanteratus
- Theroscopus ungularis